# Genesis Development
Genesis Development este o companie românească cu capital privat înființată în anul 2004 care deține două parcuri de birouri în București: Novo Park, care are o suprafață închiriabilă de 75.000 mp, și West Gate - Business District, în Vestul Bucureștiului, cu o suprafață de închiriat de 75.000 metri pătrați.
Compania este controlată de omul de afaceri Liviu Tudor.
Liviu Tudor este printre cei mai mari proprietari de birouri din România, alături de fondurile de investiții Immofinanz și CA Immo.